# Мамкода
Мамкода (груз. მამკოდა) — село в Грузії.
За даними перепису населення 2014 року в селі проживає 91 особа.